# Distretto di Phutthaisong
Il distretto di Phutthaisong (in thailandese: พุทไธสง) è un distretto (amphoe) della Thailandia, situato nella provincia di Buriram.